# ФК Република Српска
ФК Република Српска (енгл. Republika Srpska Football Club, Athletic Foundation Srpska, Inc.) је српски фудбалски клуб из Чикага, држава Илиноис, Сједињене Америчке Државе. 

## Историја
Клуб постоји од 2000. а званично је основан 2003. године.

## Највећи успјеси
У сезони 2009/10. ФК Република Српска је освојила треће мјесто на Србијади 2010. Србијада је највише рангирано такмичење српских фудбалских клубова у Сјеверној Америци.

## Организација
Председник ФК Републике Српске је Миле Петковић. Потпредседник је Бојан Голуб, а Милован Петковић је секретар клуба. 